# Liste des éparques de Notre-Dame-de-Nareg à New York
La liste des éparques de Notre-Dame de Nareg à New York reprend les titulaires du siège de l'éparchie Notre-Dame de Nareg des Arméniens à New York (Eparchia Dominae Nostrae Naregensis), de rite arménien.
L'exarchat apostolique des États-Unis d'Amérique et du Canada pour les fidèles de rite arménien, est créé le 3 juillet 1981. Il est érigé en éparchie et change de dénomination le 12 septembre 2005 pour devenir l'Éparchie Notre-Dame de Nareg des Arméniens à New York.

## Exarques apostoliques
- 3 juillet 1981-18 septembre 1993 : Mikail Ier Sétian (Mikail Nersès Sétian),
- 18 septembre 1993-5 janvier 1995 : siège vacant,
- 5 janvier 1995-30 novembre 2000 : Hovhannes Tertsakian,
- 30 novembre 2000-12 septembre 2005 : Manuel Batakian.

## Éparques
- 12 septembre 2005-21 mai 2011 : Manuel Batakian, promu éparque de Notre-Dame de Nareg à New York,
- depuis le 21 mai 2011 : Mikaël II Mouradian (Mikaël Antoine Mouradian).

### Sources
- Page de l'éparchie sur le site www.catholic-hierarchy.org